# Nicolaus Melchior Cibinensis
Nicolaus Melchior Cibinensis (nascut a Transsilvània, visqué a principis del segle xvi) fou un escriptor hongarès sobre alquímia de manera molt particular. La seua obra més reconeguda, Processus sub forma missae, fou un text dedicat al Rei d'Hongria i Bohèmia Vladislau II de Bohèmia.
La identitat de Melchior és objecte de debat. Alguns creuen que fou l'arquebisbe d'Hongria Nicolaus Olah i Carl Jung creia que potser fou Nicolas Melchior Szebeni.